# Alternaria senecionis
Alternaria senecionis är en svampart som beskrevs av Neerg. 1946. Alternaria senecionis ingår i släktet Alternaria och familjen Pleosporaceae.   Inga underarter finns listade i Catalogue of Life.